# レキシントン級航空母艦
レキシントン級航空母艦（Lexington class aircraft carrier）は、アメリカ海軍の航空母艦の艦級。
ワシントン海軍軍縮条約により未成艦となったレキシントン級巡洋戦艦のうち、比較的建造が進んでいた2隻の船体を流用して建造されたアメリカ海軍初の大型正規空母である。その優秀な能力により、太平洋戦争開戦時から終戦まで多くの戦場に参戦し、アメリカ海軍の洋上航空兵力の一翼として活躍した。

## 概要
第一次世界大戦後、アメリカ海軍はダニエルズ・プランに基づき海軍の拡張計画を実施しており、その中には40.6cm砲8門を装備するレキシントン級巡洋戦艦6隻の整備が含まれていた。また、同時期に完成したアメリカ海軍初の空母「ラングレー」は、比較的低速の給炭艦を改装したため、戦艦や巡洋艦と共同して作戦を行うには速力の不足が指摘されていた。このため、「ラングレー」に続く空母は艦隊に随伴できる航行性能を持つ艦として計画が進められ、10,000t級のものから30,000t級のものまで様々な案が出されていた。その中でも、レキシントン級巡洋戦艦の設計を流用した39,000tの大型空母案が1921年に海軍内部で承認され、レキシントン級巡洋戦艦のうち建造の遅れていた「レンジャー」（CC-4）が空母へ改造する艦に選ばれた。しかし、1922年に発効したワシントン海軍軍縮条約によりダニエルズ・プランは中止され、レキシントン級巡洋戦艦も全艦が廃棄対象となった。ワシントン海軍軍縮条約では、未成艦を含めた戦艦・巡洋戦艦の空母への改装が認められていたため、レキシントン級巡洋戦艦のうち建造が進んでいた「レキシントン」と「サラトガ」の船体を利用し、2隻のレキシントン級航空母艦が整備されることとなった。
空母としてのレキシントン級は、前述の39,000t級空母案を元に、軍縮条約の排水量上限である33,000tに合わせて改設計された。船体は、巡洋戦艦時代の最上甲板上に一段の格納庫と飛行甲板を載せた格好となり、飛行甲板の長さは264mに達した。一方、格納庫の長さはエレベーター間の119mと短く、容積の狭さや航空機の整備能力が問題となった。建造当初は飛行甲板上にカタパルトを設置したが、これは水上機の発艦用に設けられたもので短期間で撤去された。主砲は当初6インチ砲を予定していたが、最終的に8インチ砲8門が艦橋の前後に搭載された。高角砲は、5インチ砲12門が飛行甲板の両脇に配置された。艦橋は8インチ砲の射撃指揮装置を備えた大型のものが右舷に立てられ、その後方に機関からの煙路をまとめた大きな煙突を有していた。機関部は巡洋戦艦時代の蒸気タービンによるターボ・エレクトリック方式をそのまま利用し、定格18万馬力、過負荷21万馬力に達する出力により33ノット（戦前の公試運転では34ノット以上）の高速を発揮した。1928年の公試で「レキシントン」は 202,973馬力で34.59ノットを発揮し、「サラトガ」は212,702馬力で34.99ノットを発揮した。
アメリカ海軍初の大型空母として完成した本級は、竣工後の成績も優秀であり、太平洋戦争開戦時点では世界水準のほぼ全般を満たしていた。また船体の規模や搭載機数では、本級と同様の経緯で建造された日本海軍の空母「赤城」や「加賀」と拮抗した。

## 同型艦
| #         | 艦名                       | 起工           | 進水           | 就役            | 除籍           | 戦没           |
| --------- | -------------------------- | -------------- | -------------- | --------------- | -------------- | -------------- |
| CC-1/CV-2 | レキシントン USS Lexington | 1921年 1月8日  | 1925年 10月3日 | 1927年 12月14日 | —              | 1942年 5月24日 |
| CC-2/CV-3 | サラトガ USS Saratoga      | 1920年 9月25日 | 1925年 4月7日  | 1927年 11月16日 | 1946年 8月15日 | —              |

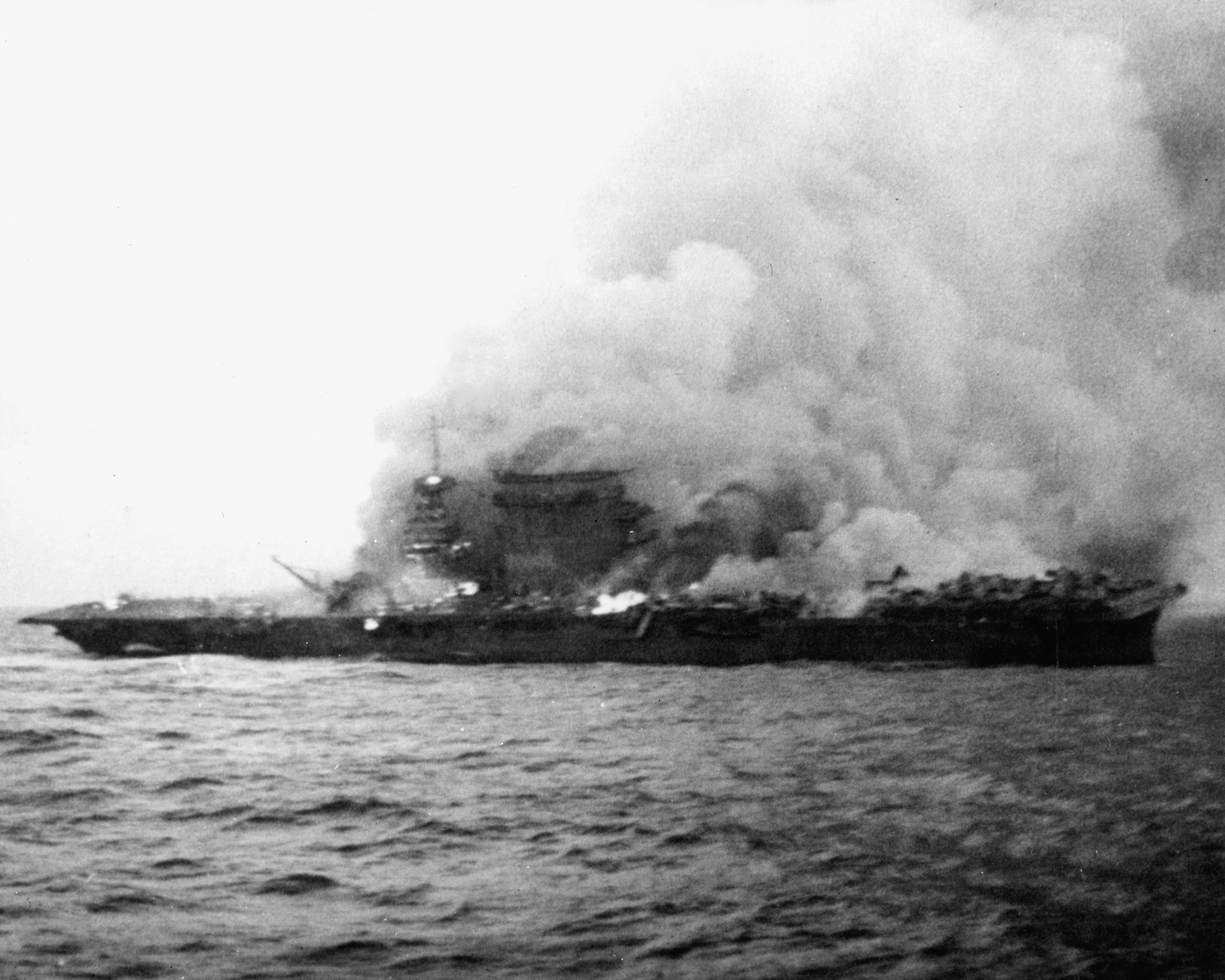
炎上するレキシントン
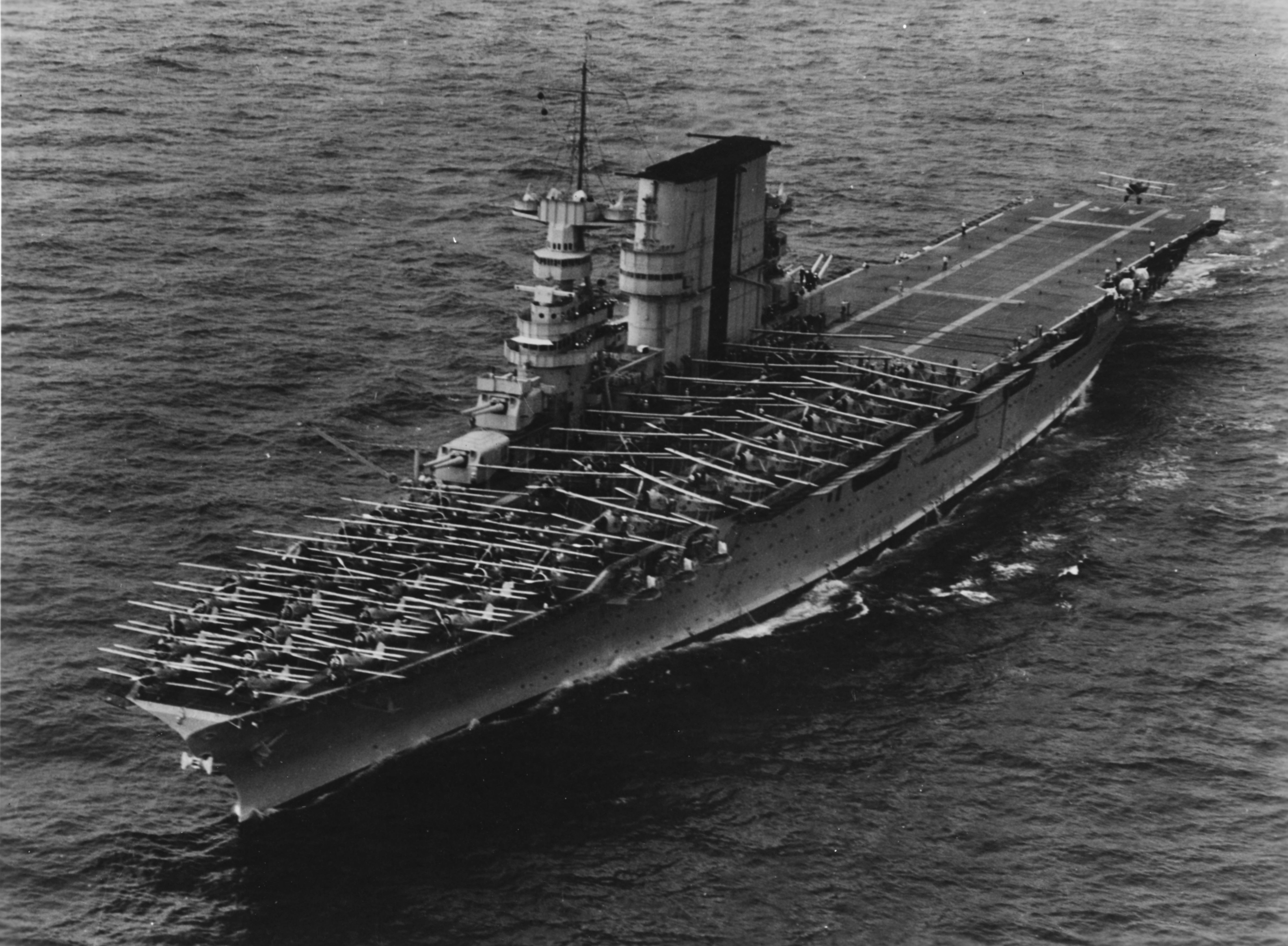
サラトガ CV-3

## 登場作品

### 小説
『連合艦隊西進す』
Uボートに撃沈された「赤城」と「加賀」の代艦として日本に売却され、「レキシントン」が「大龍」、「サラトガ」が「神龍」と命名され、零式艦上戦闘機と九九式艦上爆撃機を30機ずつ搭載される。

### テレビ番組
『THE世界遺産 ビキニ環礁核実験場』
取材時点での海底に沈む実際の「サラトガ」の映像あり。

#### ゲーム
『naval creed warships』
アメリカツリー艦艇として「レキシントン」、課金艦艇として「サラトガ」が登場している。
『world of Warships』
米国ツリー艦として「レキシントン」がtier8のツリー艦として実装されている。